# Intersnack
Intersnack (Intersnack Group GmbH & Co KG) är en internationellt verksam koncern inom snacks-tillverkning med huvudkontor i Düsseldorf. Bolaget har 8000 anställda och en omsättning på 2 miljarder euro. Bland bolagets varumärken återfinns Chio, Funny-Frisch och sedan 2014 Estrella och Maarud